# MicroDVD
MicroDVD es un formato de subtítulos cuya extensión es .sub. Su nombre deriva del reproductor multimedia de mismo nombre que utilizaba este formato de subtítulos. Este reproductor fue diseñado por Tiamat Software para reproducir DVD con subtítulos. La primera versión fue liberada en el año 2000 y al poco tiempo, en el año 2001, el proyecto fue terminado pero el formato de archivo MicroDVD todavía es usado en la actualidad. Este formato es soportado por muchos reproductores multimedia con soporte para subtítulos.

## Especificaciones
Los archivos MicroDVD son nombrados con la extensión .sub y contienen texto plano con formato. El formato de archivo MicroDVD es bastante simple en comparación con otros formatos de subtítulos.
Cada subtítulo se separan por un salto de línea. La sintaxis básica para cada subtítulo es la siguiente:
```
{
frame inicial
}{
frame final
}
Texto del subtítulo
|
Texto del subtítulo en línea dos (opcional)
```

La siguiente línea será interpretada por el reproductor como mostrar el texto «¡Hola!» durante los primeros 25 frames del vídeo. El tiempo que el texto permanece visible depende del frame rate del vídeo. Por ejemplo si el frame rate del vídeo es 25 frames por segundo, el texto «¡Hola!» será mostrado durante 1 segundo.
{0}{25}¡Hola!

## Ejemplo de archivo MicroDVD (.sub)
```
{9}{72}Anteriormente en Sons of Anarchy...
{84}{123}Ponte esto. Ayudará.
{126}{168}Estoy bien sin él.
{194}{296}Se vengó de la persona equivocada.|Y ahora tiene a mi hijo.
{299}{338}Sabemos que tiene un pasaporte falso.
{348}{388}Está de vuelta en Belfast.

```